# Randolea Rapley
Randolea Rapley (ur. 19 listopada 1970) – australijska judoczka.
Brązowa medalistka mistrzostw Oceanii w 1977 i 1979. Mistrzyni Australii w 1979 roku.